# ジョニー・ウォーカー (格闘家)
ジョニー・ウォーカー（Johnny Walker、1992年3月30日 - ）は、ブラジルの男性総合格闘家。リオデジャネイロ州ベルフォード・ロッショ出身。SBGアイルランド所属。UFC世界ライトヘビー級ランキング13位。ジョニー・ウォルケルとも表記される。

## 来歴
18歳の頃からムエタイを始め、2013年、21歳でプロデビュー。
2018年8月11日、Dana White's Contender Series Brazil 2でエンリケ・ダ・シウバと対戦し、3-0の判定勝ちを収め、UFCとの契約を勝ち取った。

### UFC
2018年11月17日、UFC Fight Night: Magny vs. Ponzinibbioでカリル・ラウントリー・ジュニアと対戦し、右肘打ちで1RKO勝ち。パフォーマンス・オブ・ザ・ナイトを受賞した。
2019年2月2日、UFC Fight Night: Assunção vs. Moraes 2でジャスティン・レデットと対戦。試合開始早々に右フックキックからカウンターの左バックハンドブローをヒットさせ、パウンドで僅か15秒のTKO勝ち。2戦連続のパフォーマンス・オブ・ザ・ナイトを受賞した。
2019年3月2日、UFC 235でライトヘビー級ランキング14位のミシャ・サークノフと対戦。右飛び膝蹴りでダウンを奪いパウンドで開始36秒のTKO勝ち。3戦連続のパフォーマンス・オブ・ザ・ナイトを受賞した。
2019年11月2日、UFC 244でライトヘビー級ランキング7位のコーリー・アンダーソンと対戦し、右ストレートで1RTKO負け。
2020年3月14日、UFC Fight Night: Lee vs. Oliveiraでライトヘビー級ランキング12位のニキータ・クリロフと対戦し、0-3の判定負け。
2020年9月19日、UFC Fight Night: Covington vs. Woodleyでライトヘビー級ランキング12位のライアン・スパンと対戦し、タックルに入ったスパンの側頭部へ肘打ちとパウンドをヒットさせて1RKO勝ち。
2021年10月2日、UFC Fight Night: Santos vs. Walkerでライトヘビー級ランキング5位のチアゴ・サントスと対戦し、0-3の5R判定負け。
2022年2月19日、UFC Fight Night: Walker vs. Hillでライトヘビー級ランキング12位のジャマール・ヒルと対戦し、右フックでダウンを奪われパウンドで1RKO負け。
2022年9月10日、UFC 279でイオン・クテラバと対戦し、リアネイキドチョークで1R一本勝ち。パフォーマンス・オブ・ザ・ナイトを受賞した。
2023年1月21日、UFC 283でライトヘビー級ランキング9位のポール・クレイグと対戦し、パウンドで1RTKO勝ち。
2023年5月13日、UFC on ABC: Rozenstruik vs. Almeidaでライトヘビー級ランキング5位のアンソニー・スミスと対戦し、3-0の判定勝ち。
2023年10月21日、アラブ首長国連邦のアブダビで開催されたUFC 294でライトヘビー級ランキング2位のマゴメド・アンカラエフと対戦。1Rにアンカラエフが反則であるグラウンド状態での顔面への膝蹴りを放ってしまい、ウォーカーは試合続行をアピールしたが医師がストップを要請したためノーコンテストとなった。しかし、この医師の判断は物議を醸し、医師がウォーカーのダメージを確認するため「今どこにいる？」と質問したのに対し、ウォーカーは「砂漠にいる」と答えていたが、ダナ・ホワイトCEOは、ウォーカーの答えは「間違っていない」とし、医師のことを「経験が浅い」と批判、また以前からUFCで度々、言語の違いからレフェリーおよび医師と選手の間で意思の疎通に齟齬が生じることが起こっていたことから、改善していきたいと語った。
2024年1月13日、UFC Fight Night: Ankalaev vs. Walker 2でライトヘビー級3位のマゴメド・アンカラエフと再戦し、右フックでダウンを奪われパウンドで2RKO負け。
2024年6月22日、UFC on ABC: Whittaker vs. Aliskerovでライトヘビー級ランキング7位のヴォルカン・オーズデミアと対戦し、右アッパーでダウンを奪われパウンドで1RKO負け。

## 人物・エピソード
- 本名の「ウォーカー・ジョニー（Walker Johnny）」は、父親の名前「ウォルター（Walter）」と母親の名前「ホエルマ（Joelma）」から付けられたものだが、ファイターになった後、同名のスコッチ・ウイスキーにちなんだ「ジョニー・ウォーカー」というニックネームが定着した[2]。
- 同じく総合格闘家でUFCに参戦しているヴァルター・ウォーカーは実弟。

## 戦績
| 総合格闘技 戦績 | 総合格闘技 戦績 | 総合格闘技 戦績 | 総合格闘技 戦績 | 総合格闘技 戦績 | 総合格闘技 戦績 | 総合格闘技 戦績 |
| --------------- | --------------- | --------------- | --------------- | --------------- | --------------- | --------------- |
| 31 試合         | (T)KO           | 一本            | 判定            | その他          | 引き分け        | 無効試合        |
| 21 勝           | 16              | 3               | 2               | 0               | 0               | 1               |
| 9 敗            | 6               | 1               | 2               | 0               | 0               | 1               |

| 勝敗 | 対戦相手                             | 試合結果                                                     | 大会名                                                          | 開催年月日     |
|      | ジャン・ミンヤン                     |                                                              | UFC Fight Night: Walker vs. Zhang                               | 2025年8月23日  |
| ×    | ヴォルカン・オーズデミア             | 1R 2:28 KO（右アッパー→パウンド）                            | UFC on ABC 6: Whittaker vs. Aliskerov                           | 2024年6月22日  |
| ×    | マゴメド・アンカラエフ               | 2R 2:42 KO（右フック→パウンド）                              | UFC Fight Night: Ankalaev vs. Walker 2                          | 2024年1月13日  |
| －   | マゴメド・アンカラエフ               | 1R 3:13 ノーコンテスト（反則の膝蹴りによるドクターストップ） | UFC 294: Makhachev vs. Volkanovski 2                            | 2023年10月21日 |
| ○    | アンソニー・スミス                   | 5分3R終了 判定3ｰ0                                            | UFC on ABC: Rozenstruik vs. Almeida                             | 2023年5月13日  |
| ○    | ポール・クレイグ                     | 1R 2:16 TKO（パウンド）                                      | UFC 283: Teixeira vs. Hill                                      | 2023年1月21日  |
| ○    | イオン・クテラバ                     | 1R 4:37 リアネイキドチョーク                                 | UFC 279: Diaz vs. Ferguson                                      | 2022年9月10日  |
| ×    | ジャマール・ヒル                     | 1R 2:55 KO（右フック→パウンド）                              | UFC Fight Night: Walker vs. Hill                                | 2022年2月19日  |
| ×    | チアゴ・サントス                     | 5分5R終了 判定0-3                                            | UFC Fight Night: Santos vs. Walker                              | 2021年10月2日  |
| ○    | ライアン・スパン                     | 1R 2:43 KO（肘打ち）                                         | UFC Fight Night: Covington vs. Woodley                          | 2020年9月19日  |
| ×    | ニキータ・クリロフ                   | 5分3R終了 判定0-3                                            | UFC Fight Night: Lee vs. Oliveira                               | 2020年3月14日  |
| ×    | コーリー・アンダーソン               | 1R 2:07 TKO（スタンドパンチ連打）                            | UFC 244: Masvidal vs. Diaz                                      | 2019年11月2日  |
| ○    | ミシャ・サークノフ                   | 1R 0:36 TKO（右飛び膝蹴り→パウンド）                         | UFC 235: Jones vs. Smith                                        | 2019年3月2日   |
| ○    | ジャスティン・レデット               | 1R 0:15 TKO（左バックブロー→パウンド）                       | UFC Fight Night: Assunção vs. Moraes 2                          | 2019年2月2日   |
| ○    | カリル・ラウントリー・ジュニア       | 1R 1:57 KO（右肘打ち）                                       | UFC Fight Night: Magny vs. Ponzinibbio                          | 2018年11月17日 |
| ○    | エンリケ・ダ・シウバ                 | 5分3R終了 判定3ｰ0                                            | Dana White's Contender Series Brazil 2                          | 2018年8月11日  |
| ○    | シーク・コーン                       | 1R 3:04 TKO（パンチ連打）                                    | European Beatdown 3 【EBDライトヘビー級タイトルマッチ】         | 2018年3月17日  |
| ○    | イェンジェイ・マコーヴィアク         | 2R 2:42 KO（膝蹴り→パウンド）                                | Krwawy Sport 1: Southampton                                     | 2018年3月11日  |
| ○    | スチュアート・オースティン           | 1R 2:44 KO（膝蹴り）                                         | Ultimate Challenge MMA 54 【UCMMAライトヘビー級タイトルマッチ】 | 2018年2月10日  |
| ○    | ホドリゴ・ヘスス                     | 1R 2:18 TKO（パンチ連打）                                    | Brave 8: The Rise of Champions                                  | 2017年8月12日  |
| ○    | ルイス・ギリェルメ・ジ・アンドラージ | 1R 0:29 ギロチンチョーク                                     | Katana Fight: Gold Edition                                      | 2017年3月25日  |
| ×    | エンリケ・シウバ・ロペス             | 1R 0:18 KO（パンチ連打）                                     | Jungle Fight 88                                                 | 2016年6月25日  |
| ○    | ファビオ・ヴァスコンセロス           | 1R 4:10 TKO（パンチ連打）                                    | Imortal FC 4: Dynamite                                          | 2016年5月21日  |
| ×    | クリドソン・アブレウ                 | 2R 3:10 リアネイキドチョーク                                 | Samurai FC 12: Hearts on Fire 【Samurai FCヘビー級王座決定戦】  | 2015年10月10日 |
| ○    | ムリーリョ・グリッツ                 | 1R 0:56 TKO（パンチ連打）                                    | Garuva Top Fight                                                | 2015年8月16日  |
| ○    | マルック・ポリメノ                   | 1R 0:38 リアネイキドチョーク                                 | Afonso Pena Top Fight 3                                         | 2015年6月28日  |
| ○    | ヒカルド・パンドラ                   | 1R 3:20 TKO（パンチ連打）                                    | Imortal FC 1: The Invasion                                      | 2015年6月13日  |
| ○    | アンドリュー・フローレス・スミス     | 3R 0:28 TKO（パンチ連打）                                    | Peru Fighting Championship 21                                   | 2015年5月28日  |
| ×    | ワグネル・プラド                     | 2R 3:40 TKO（パンチ連打）                                    | Team Nogueira Beach                                             | 2014年11月29日 |
| ○    | ホアン・ヴィトー・ロペス・ダ・シウバ | 1R N/A TKO（パンチ連打）                                     | Gigante Fight MMA 2                                             | 2014年10月11日 |
| ○    | ヴィトー・カサノヴァ                 | 1R 4:38 TKO（パンチ連打）                                    | Ubá Fight 5                                                     | 2014年9月13日  |
| ○    | フランシスコ・フランシスコ           | 1R 0:49 TKO（膝蹴り→パウンド）                               | Circuito Invictus de MMA 2                                      | 2013年12月14日 |

## 獲得
- UCMMAライトヘビー級王座（2018年）
- EBDライトヘビー級王座（2018年)

## 表彰
- UFC パフォーマンス・オブ・ザ・ナイト（4回）